# Corydalis shennongensis
Corydalis shennongensis är en vallmoväxtart som beskrevs av H. Chuang. Corydalis shennongensis ingår i släktet nunneörter, och familjen vallmoväxter. Inga underarter finns listade i Catalogue of Life.